# Wappenscheiben des Klosters Wettingen

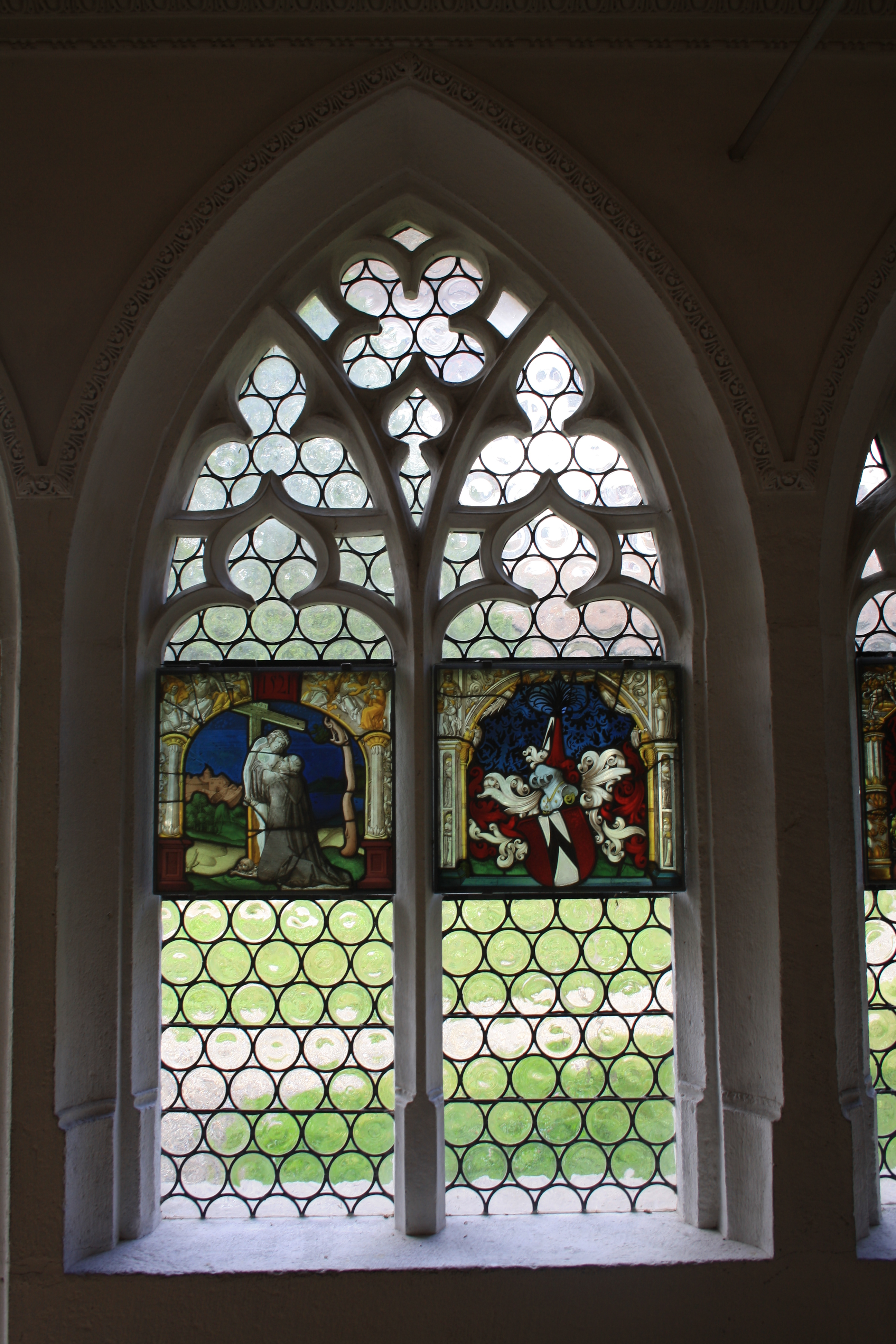
Fenster im Kreuzgang mit zwei Wappenscheiben

Die Wappenscheiben des Klosters Wettingen befinden sich im Kreuzgang des Klosters und sind die einzigen regional-eigenständigen Schweizer Scheiben. Dies bedeutet, sie wurden ins Kloster geschenkt und haben dieses nie wieder verlassen. Andere Klöster haben ihren reichen Glasschmuck meist im Bildersturm oder nach ihrer Auflösung im Zuge der Säkularisation wieder verloren. Viele Museen – auch ausserhalb Mitteleuropas – schmücken sich heutzutage mit derartigen Kunstwerken.: S. 29

## Geschichte
Bis auf wenige ältere Glasscheiben im Masswerk einiger Fenster, die den Klosterbrand von 1507 überdauert haben, sind alle späteren Datums. Die vom alten Bilderschmuck übrig gebliebenen Masswerkscheiben stammen wohl von einer viel grösseren Serie, wie man es in diesem begüterten Zisterzienserkloster erwarten kann. Die Ausstattung des Kreuzgangs mit neuen Fensterscheiben wird nach einem Plan erfolgt sein. Für das in der Zeit der Äbte Johann Müller und Andreas Wengi (1486–1528) ausgeführte Bildprogramm standen 135 Fensterachsen zur Verfügung, die von der Nordostecke des Kreuzgangs – beim Mönchseingang zur Kirche – ausgehend bestückt werden sollten. Für den Ostflügel waren für die seit 1513 bestehende Gruppe der Dreizehn Alten Orte 26 von insgesamt 30 Fensterachsen für 13 Scheibenpaare vorgesehen. Ob sich daran eine Stiftung der Stadt Baden anschloss, so, wie es auch im Tagsatzungssaal in Baden der Fall war, lässt sich heute nicht mehr feststellen.: S. 29
Die Werkgruppe umfasst insgesamt 137 Wappen- und Figurenscheiben. Die ältesten, die sich im Nordarm befinden, stammen aus den Jahren um 1280/1290 und gehören zu den frühesten erhaltenen Glasmalereien der Schweiz. Auf den Wappenscheiben, die dem Kloster von befreundeten Klöstern, den 13 alten Orten der Eidgenossenschaft, Nachbarstädten und den Königen von Frankreich und Spanien geschenkt worden sind, finden sich Abbildungen von Heiligenlegenden, Schlachten, Wappen und die Namen der Spender.
Letztmals wurden die Scheiben im Jahre 2006 für insgesamt 1'900'000 Franken restauriert.
Gemessen an den überregional herausragenden, frühgotischen Monumentalglasmalereien der Klosterkirche Königsfelden aus der ersten Hälfte des 14. Jahrhunderts stehen die 200 Jahre jüngeren, kleinformatigen Glasmalereien der Klöster Muri und Wettingen etwas zurück, doch gebührt auch ihnen wegen ihrer schweizweiten Einzigartigkeit ein hoher künstlerischer und kunsthistorischer Stellenwert. «Beide Kreuzgänge sind noch heute ‹Schaukästen› eidgenössischer Selbstdarstellung»: S. 26 ihrer Stifter.

## Nordarm
Im Nordarm des Kreuzgangs sind unterhalb der frühgotischen Glasmalerei 47 Scheiben zu finden. An elf Masswerk-Fensterbögen finden sich je vier und an einem Fensterbogen drei Scheiben. Viele der hier platzierten Scheiben scheinen von Anfang an hier eingesetzt gewesen zu sein. Grösstenteils handelt es sich um Fensterschenkungen von Landvögten, Weltgeistlichen und Wettinger Franziskaner-Minoriten.

## Ostarm
Im Ostarm sind 32 Wappenscheiben zu finden. Gestiftet wurden sie von Städten der Umgebung wie Baden, Mellingen und Bremgarten und den Ständen der Eidgenossenschaft.

## Südarm
Zu Beginn, also in dr Zeit vor der Reformation, waren diese Fenster vielleicht als Reserve unbestückt geblieben. Möglicherweise hat aber auch der extreme Hagelschlag vom 8. August 1576, dem die nach Westen ausgerichteten Fenster ausgesetzt waren, ältere Werke, die die Reformationszeit unbeschadet überdauert haben könntn, zerstört. Um 1579 fand eine grössere Umdisposition der Fenstergruppe statt.
Im Südarm des Kreuzgangs sind in dreizehn Fensterbögen 26 Scheiben zu finden. Sie entstanden in den Jahren 1623/1624 und zeigen einen erzählerischen Marienzyklus. Geschaffen wurden die Scheiben vom Zuger Glasmaler Christoph Brandenberg. Der damalige Abt des Klosters Wettingen, Peter Schmid, hatte sich dafür eingesetzt, dass das Kloster solche Scheiben geschenkt bekam. Wie damals üblich, schenkten die Stifter nicht die Scheibe, sondern einen Geldbetrag, woraufhin der Abt den Künstler auswählte und das Werk in Auftrag gab. Dem Marienzyklus fehlen jedoch vier Bilder, die auf ungeklärte Weise im 19. Jahrhundert entwendet wurden. Sie tauchten 1923 bei einer Versteigerung der Comtess of Craven wieder auf. Als diese Scheiben 1928 in einer Zürcher Werkstatt restauriert wurden, gelang es dem Schweizerischen Landesmuseum, diese Scheiben zu dokumentieren. Danach waren sie erneut verschollen.
Bei der Renovation 2001 entschied man sich, Fotoabzüge dieser Scheiben in den Zyklus zu integrieren. Wo sich die Originale heute befinden, ist nicht geklärt. Von rechts nach links beginnt der Zyklus zunächst mit einer Scheibe, die von einem Abt Bernhardus gestiftet wurde und sein Wappen zeigt.

## Westarm
Im Westarm finden sich in vierzehn Fensterbögen je zwei und im nördlichsten Fensterbogen vier, also insgesamt 32 Scheiben. Es sind überwiegend Doppelstiftungen befreundeter Klöster: Erhalten geblieben sind die Doppelscheiben von Salem, Kappel und St. Urban sowie die Einzelscheiben von Frienisberg, Hauterive, Lützel, Neuburg, Bebenhausen, Herrenalb und Tennenbach.: S. 31

## Galerie

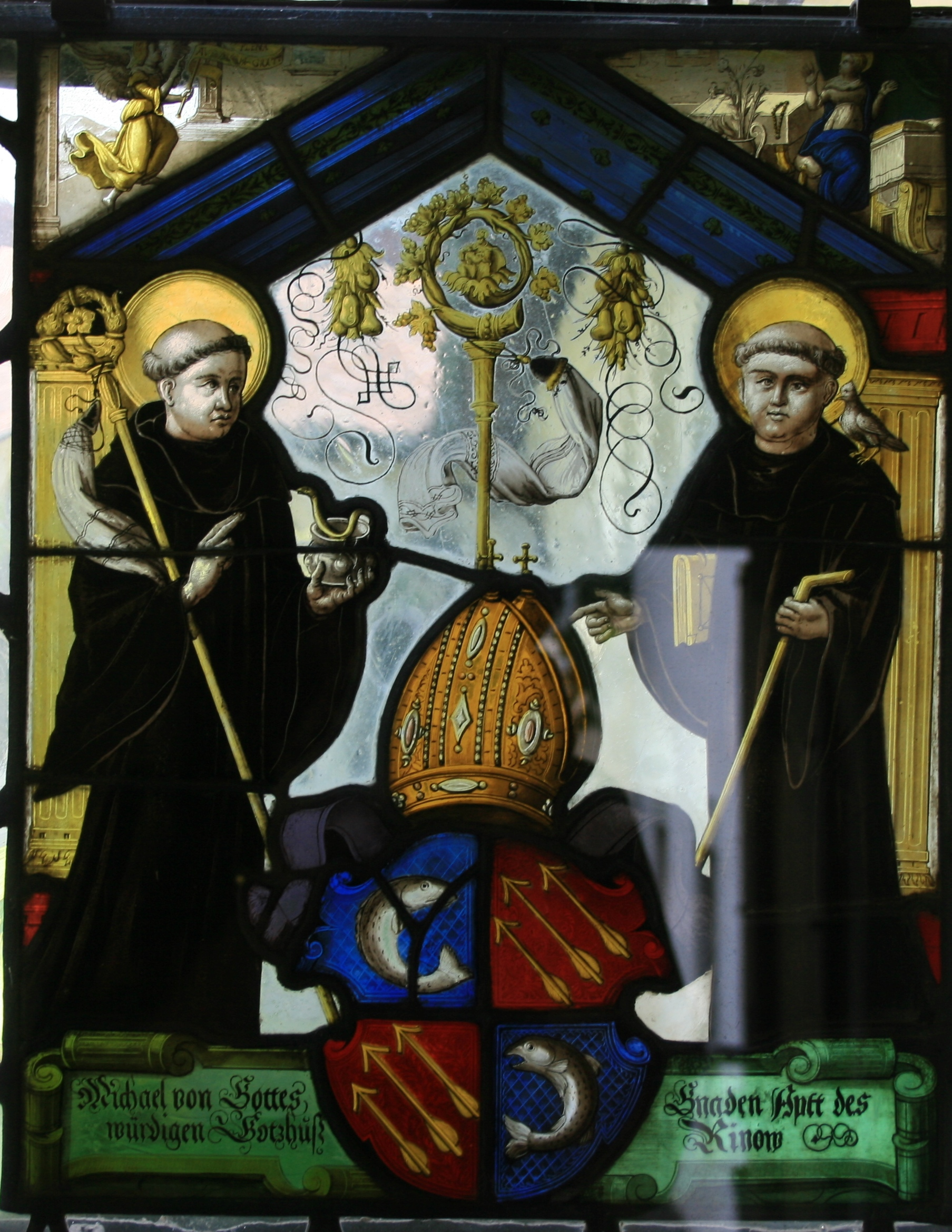
Benedict mit Abtstab und Giftglas mit Fintan mit Stock, Buch und Taube (1560)
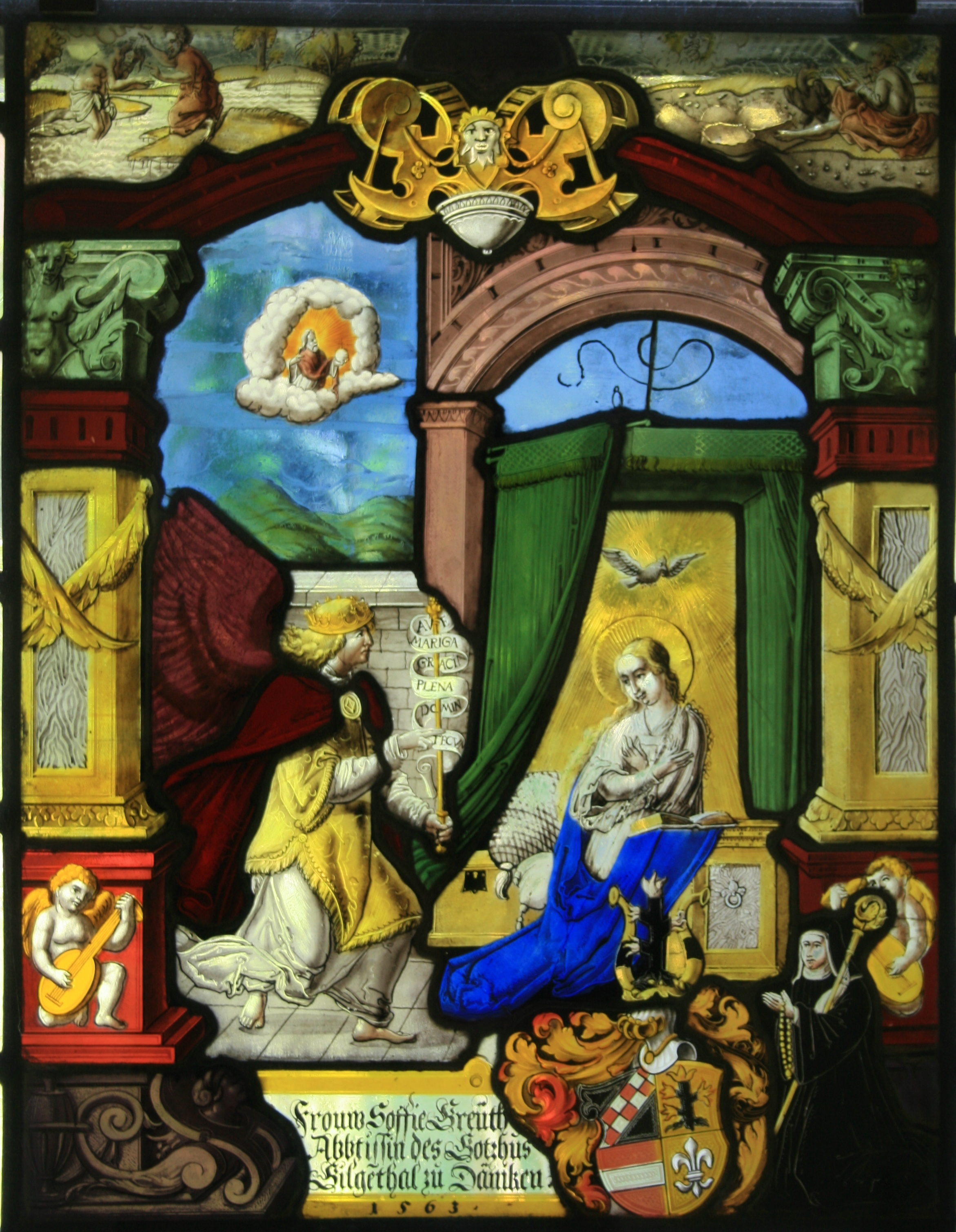
Maria am Betpult mit Engel Gabriel (1563)
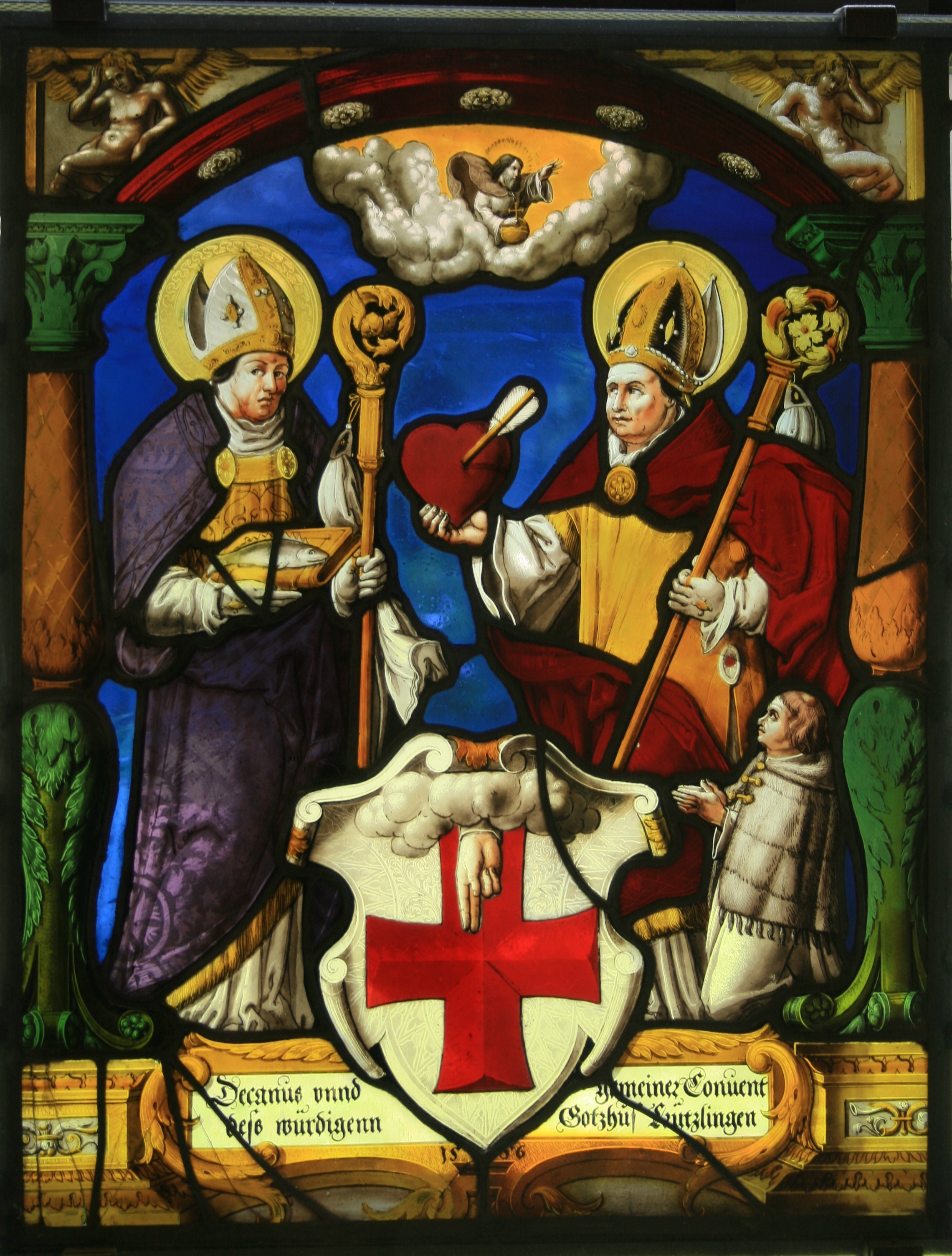
Bischoff Ulrich und Augustinus (um 1560)
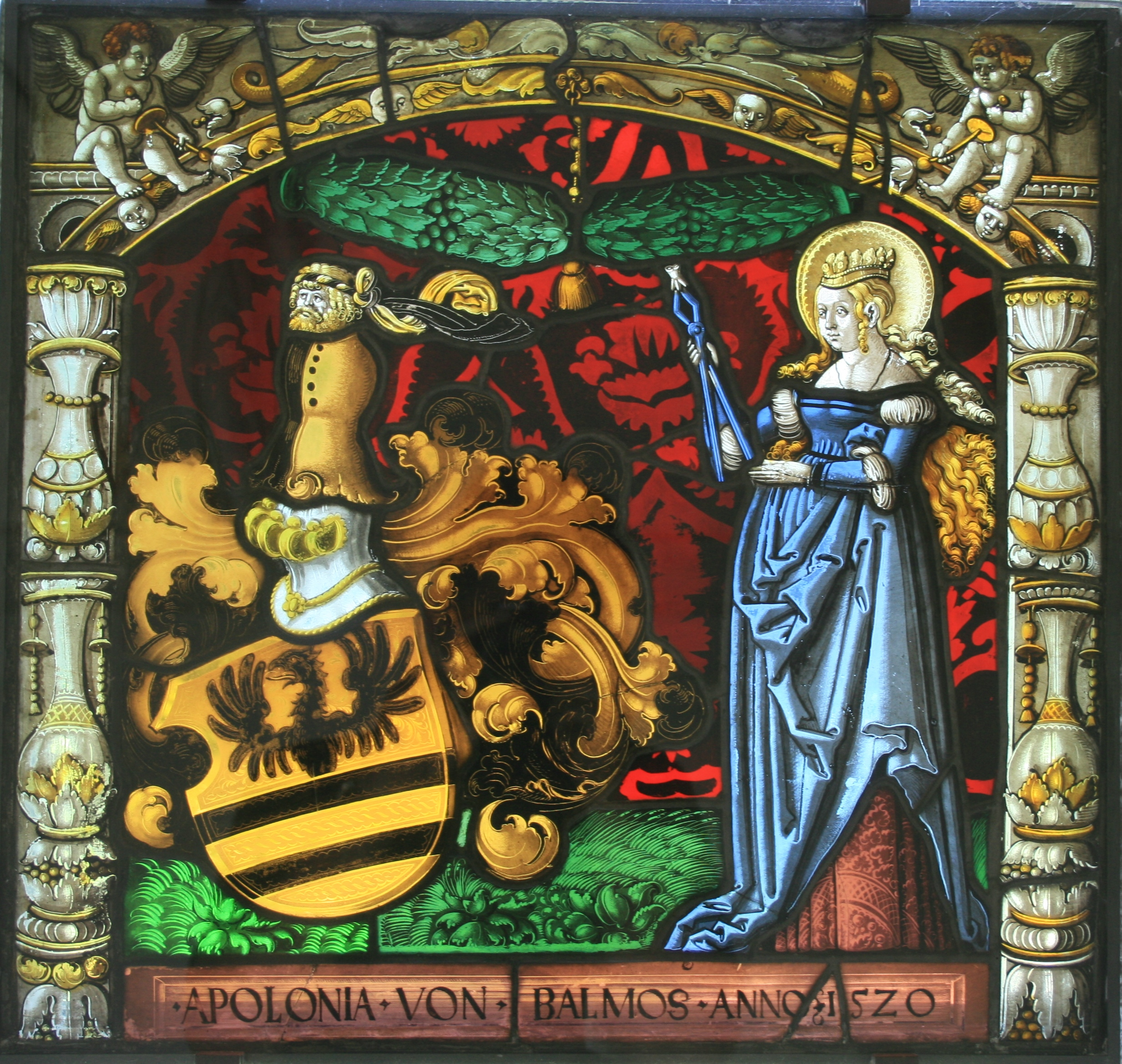
Apolonia von Balmos (1520) und das Familienwappen
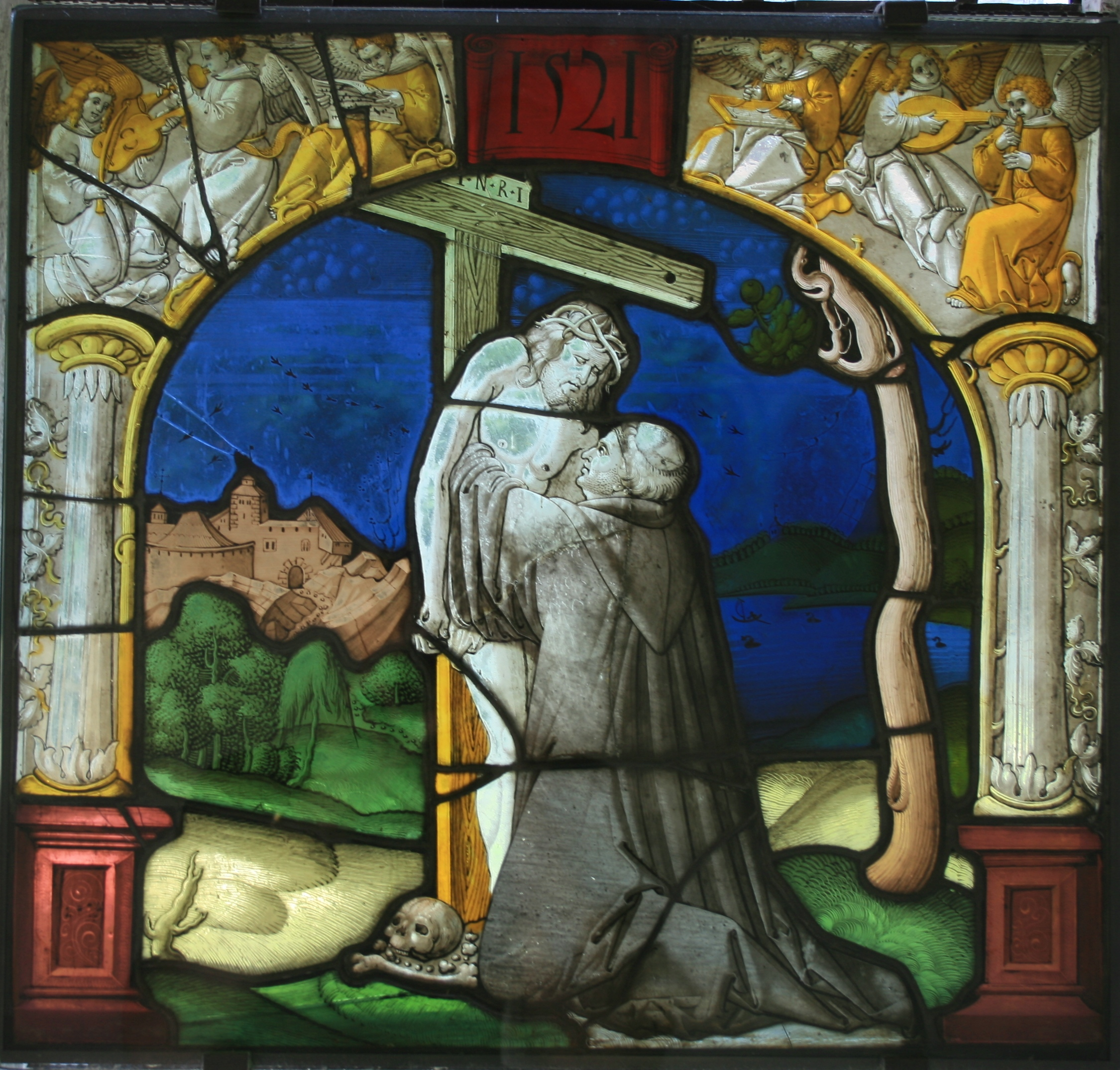
Bernhard von Clairvaux mit Christus (1521)
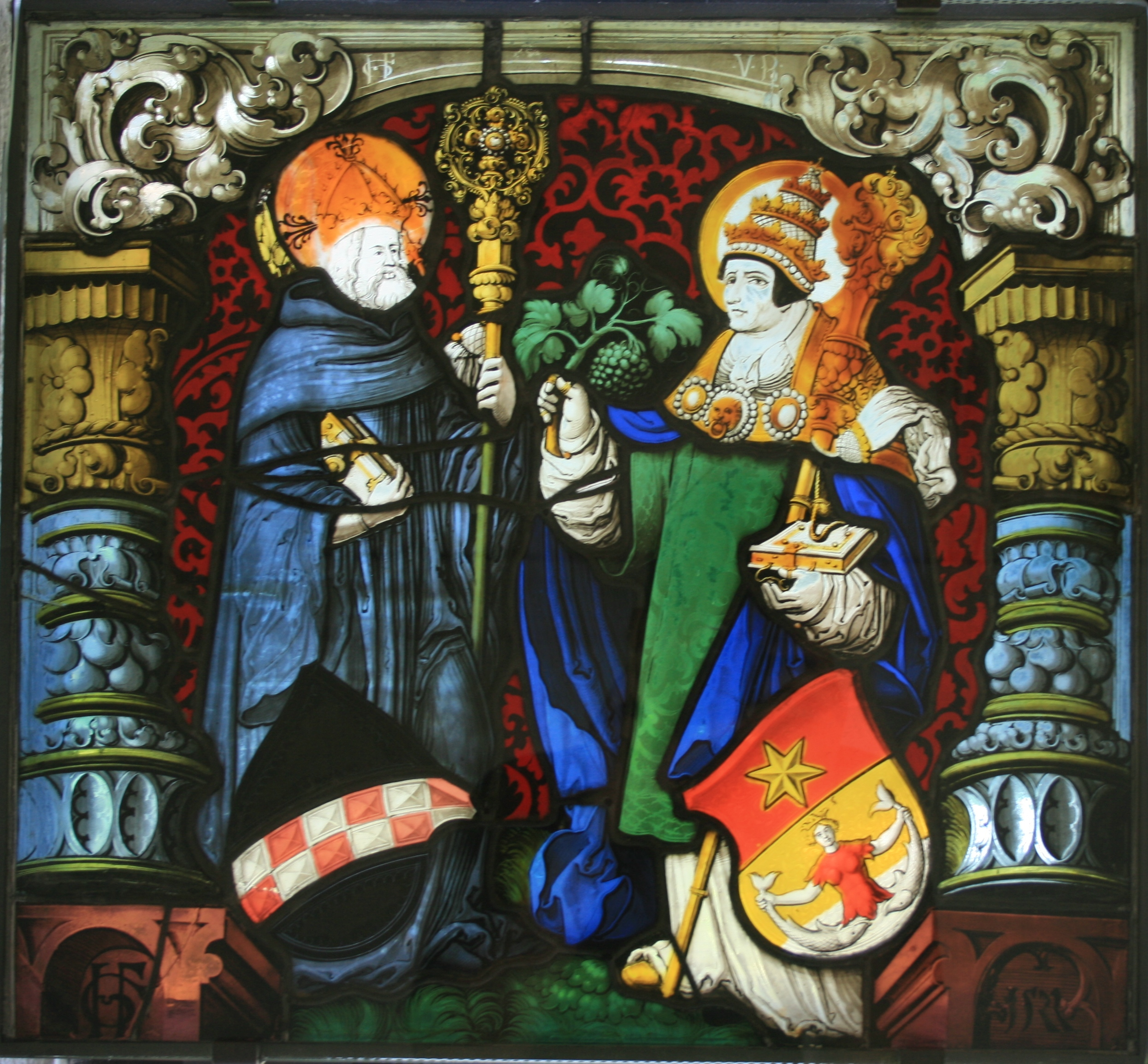
Bernhard von Clairvaux mit Urban I.
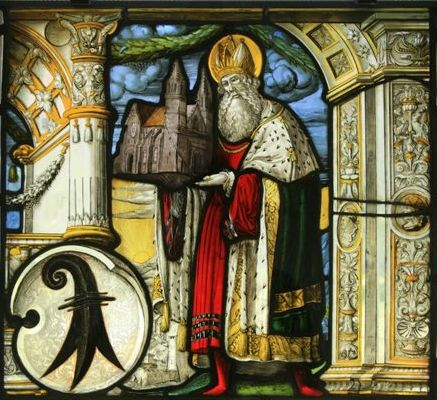
Standesscheibe von Basel, um 1520 von Hans Holbein dem Jüngeren
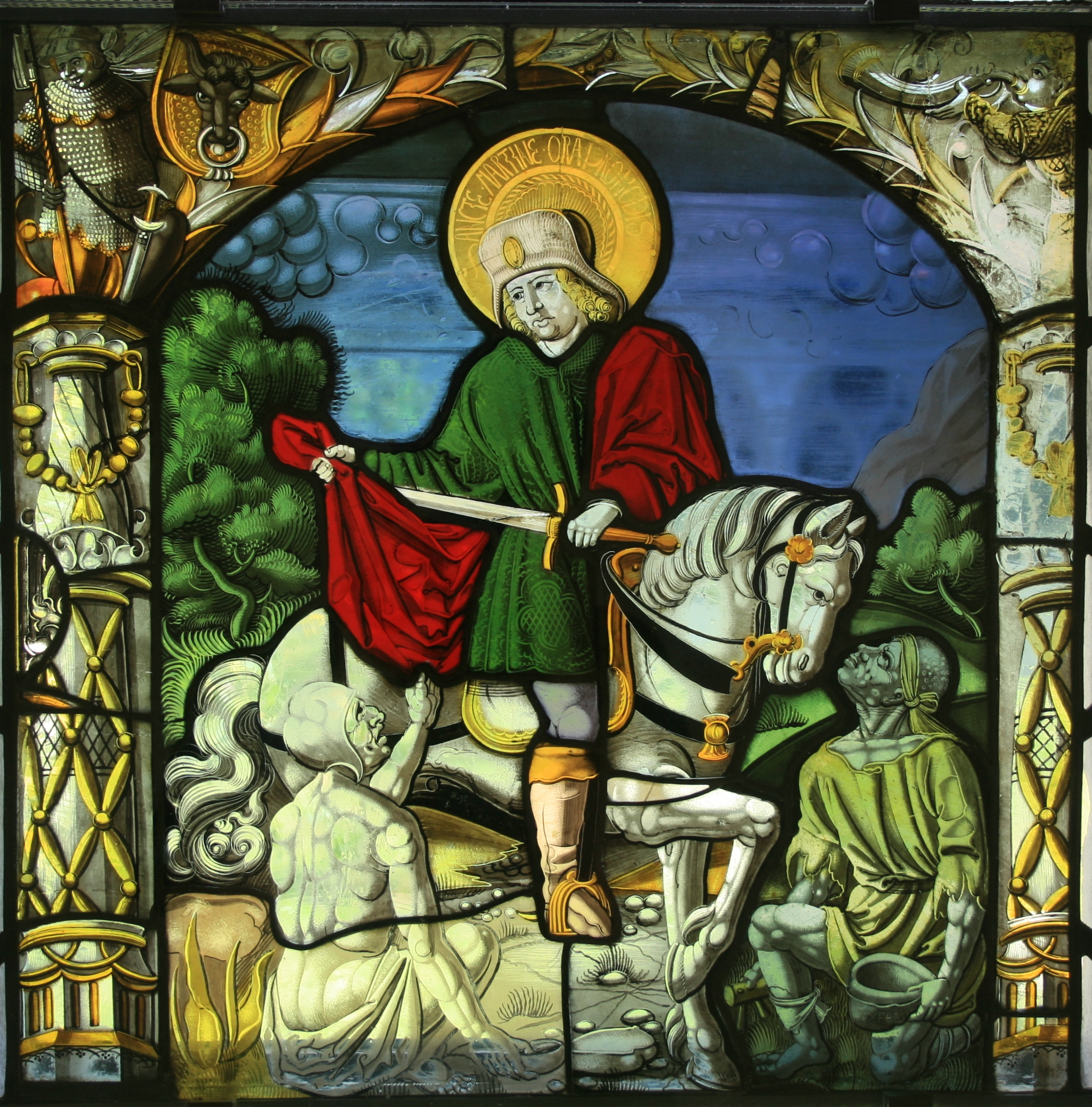
Der Hl. Martin teilt seinen Mantel.
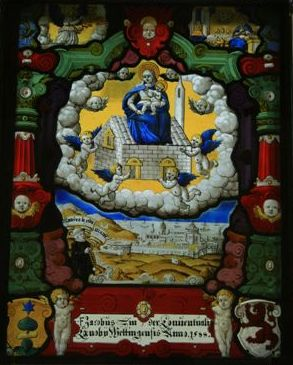
Loreto-Szene. Links unten kniend der Stifter Jakob Linder (1588)
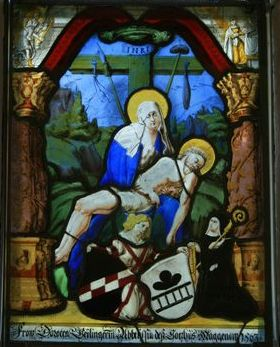
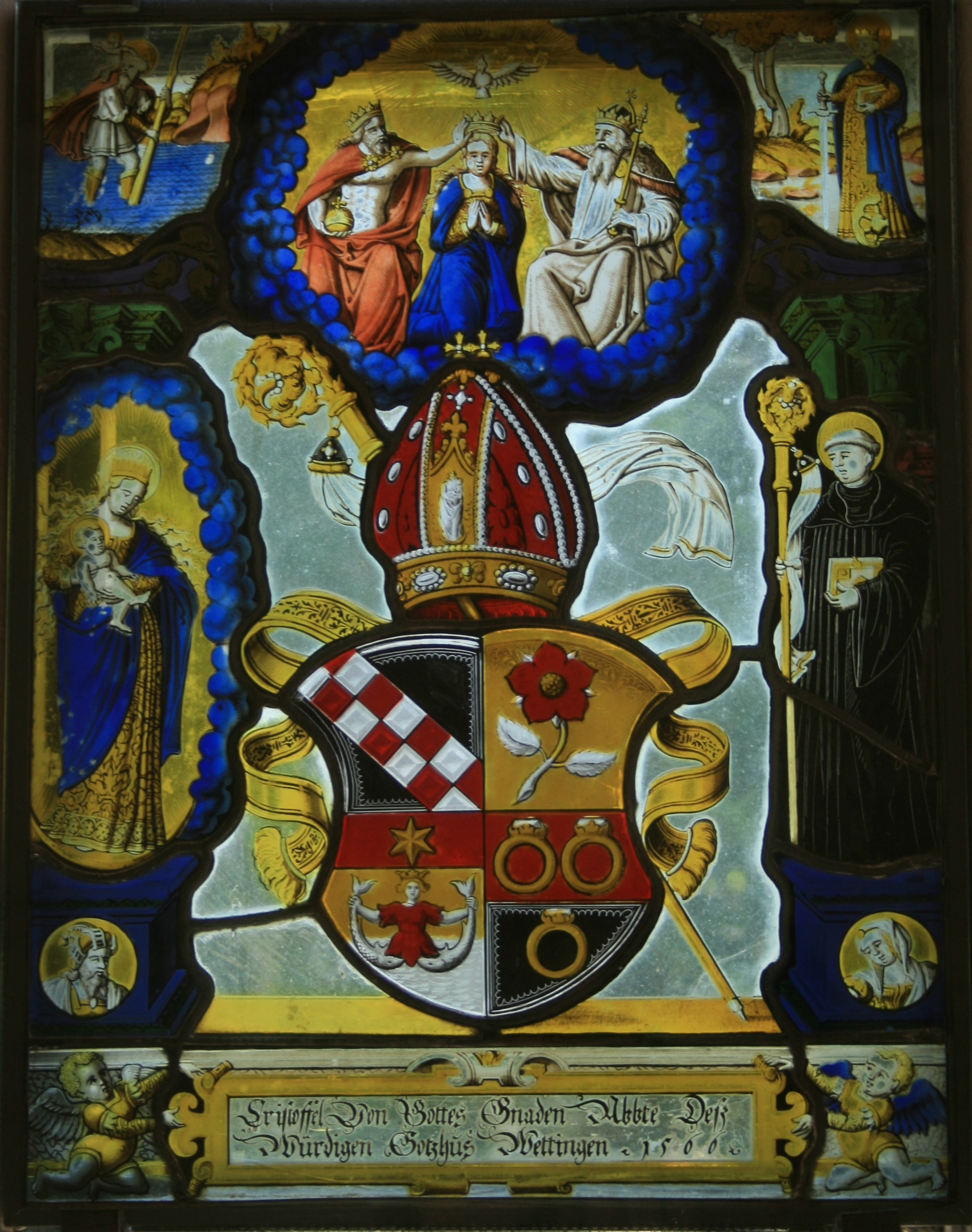
Geviertes Wappen mit Cîteaux, Rapperswil, Kloster Wettingen, Abt Christoph Silberysen (1566)
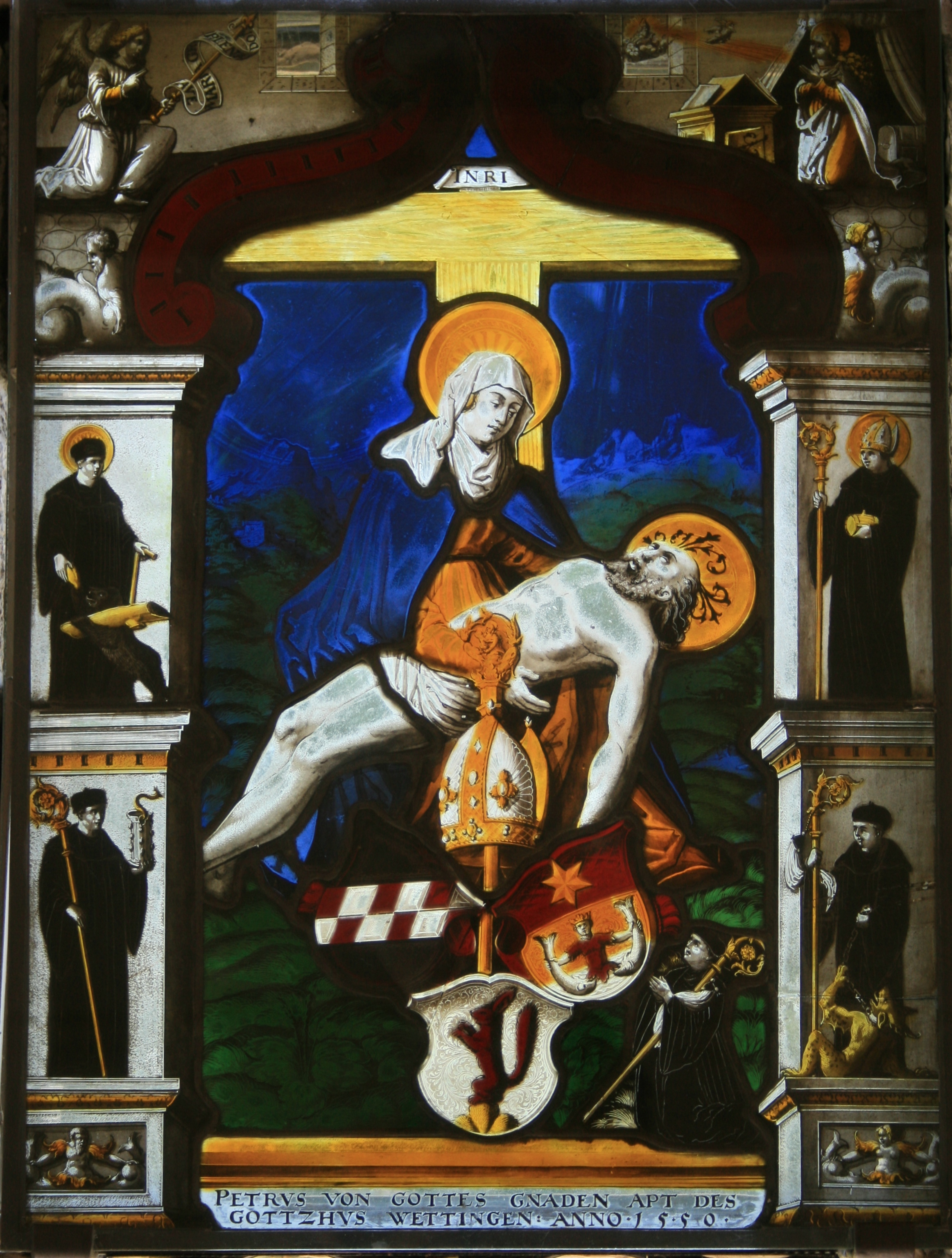
Pietà-Szene. Wappen von Cîteaux, Kloster Wettingen, Petrus Eichhorn. Rechts kniend der Stifter Abt Petrus Eichhorn (1550)